# Xinglong
Der Kreis Xinglong (chinesisch 兴隆县, Pinyin Xīnglóng Xiàn) ist ein Kreis im Nordosten der bezirksfreien Stadt Chengde (früher: Jehol, Rehe) in der chinesischen Provinz Hebei. Xinglong hat eine Fläche von 3.123 km² und zählt 314.730 Einwohner (Stand: Zensus 2010). Sein Hauptort ist die Großgemeinde Xinglong (兴隆镇).

## Administrative Gliederung
Auf Gemeindeebene setzt sich der Kreis aus sieben Großgemeinden und dreizehn Gemeinden (davon zwei der Mandschu) zusammen. 